# Agonalia
Die Agonalia oder Agonia waren im alten Rom in der römischen Religion Festtage, die an unterschiedlichen Tagen im Jahr zu Ehren verschiedener Gottheiten gefeiert wurden. Ihre Einführung, wie auch die anderer religiöser Riten und Zeremonien, wurde Numa Pompilius zugeschrieben, dem halblegendären zweiten König von Rom. Antike römische Kalender zeigten, dass die Tage regelmäßig am 9. Januar, am 21. Mai und am 11. Dezember gefeiert wurden.
Ein Fest namens Agonium oder Agonium Martiale, zu Ehren des römischen Kriegsgottes Mars, wurde am 17. März gefeiert, dem gleichen Tag wie die Liberalia, während eines verlängerten „Kriegsfestes“, das den Beginn der Saison für militärische Feldzüge und die Landwirtschaft markierte.

## Grund des Festes
Der Gegenstand dieses Festes war in der Antike selbst umstritten, aber wie Johann Adam Hartung feststellte, war die übliche Opfergabe ein Widder, der den römischen Schutzgöttern geopfert wurde; der vorsitzende Priester war der Rex Sacrificulus und der Ort für das Ritual war die Regia, die beide nur für Zeremonien eingesetzt werden konnten, die mit den höchsten Göttern in Verbindung standen und das Wohlergehen des ganzen Staates betrafen.

## Etymologie
Die Herkunft des Namens war bereits in der Antike umstritten, wobei verschiedene vorgeschlagene Herleitungen ausführlich vom römischen Dichter Ovid dargelegt wurden, die sich jedoch als nicht zufriedenstellend erwiesen. Ein möglicher Ursprung für den Namen ist, dass die Opfergabe in seiner frühesten Form auf einem der sieben Hügel des klassischen Roms, dem Quirinal, der ursprünglich Agonus genannt und an der Porta Collina, Agonensis, dargebracht wurde. Der angenommene Opferplatz befand sich nach dem deutschen Klassischen Archäologen Wilhelm Adolf Becker (Handbuch der römischen Alterthümer) zufolge explizit an der Regia oder der domus regis (deutsch Haus des Königs), das sich in der historischen Periode an der Spitze der Via Sacra, in der Nähe des Titusbogens, befand, obwohl eine antike Quelle angibt, dass die Regia in frühester Zeit auf dem Quirinal stand.
Der Circus Agonensis, wie er genannt wurde, soll sich an der Stelle der heutigen Piazza Navona befunden haben und von Kaiser Severus Alexander errichtet worden sein, an der anlässlich der Agonalia die Opfer dargebracht wurden. Möglicherweise handelte es sich aber gar nicht um einen Zirkus und John H. Humphrey ließ den Ort in seinem Werk über römische Cirkusse aus.

## 9. Januar
Der Begriff Agonium kommt am 9. Januar in den Fasti Praenestini vor, obgleich nur als verstümmelte Notiz. In Ovids Gedicht über den römischen Kalender nannte er den Tag dies agonalis (deutsch Tag [des] Opferfestes) und an anderer Stelle die Agonalia, womit eine Reihe verschiedener Etymologien unterschiedlicher Plausibilität geboten werden. Festus erklärte das Wort agonia als einen altlateinischen Begriff für hostia, als das Opfer einer Opfergabe. Augustinus von Hippo nahm an, dass die Römer einen Gott namens Agonius hatten, der möglicherweise der Gott des Stadtteils gewesen sein könnte, worin sich die Porta Collina befand.

## 11. Dezember
Dieses dritte Vorkommen der Agonia oder Agonalia, das Fest Agonium Indigeti, teilt sich das Datum des 11. Dezembers mit dem Septimontium oder Septimontiale sacrum, das nur sehr späte römische Kalender zur Kenntnis nahmen und das auf einer textlichen Kritik beruht. Die Beziehung zwischen den beiden Observanzen, falls eine solche besteht, ist unbekannt. Eine in Ostia gefundene fragmentarische Inschrift, die Agonind lautet, bezeugt, dass dieses Fest Sol Indiges (deutsch einheimischer Sol) gewidmet war.

## Agonium Martiale
Die Agonia an Mars fallen in eine Periode von Festen im März (lateinisch Martius), dem Monat des Mars als namensgebenden Gott. Dies waren die Wagenrennen der Equirria am 27. Februar, die Feriae an den Kalenden des März (dem römischen Jahresbeginn vor der Kalenderreform des Gaius Iulius Caesar, ein Tag, der auch der Juno Lucina als Göttin der Geburt heilig ist), eine zweite Equirria am 14. März, seine Agonalia am 17. März und das Tubilustrium am 23. März.
Ein Hinweis über den Feiertag von Varro deutet darauf hin, dass diese Agonia von größerer Bedeutung waren als die Liberalia, die ebenfalls am 17. März stattfanden. Varros Quelle sind die Bücher der salischen Priester mit dem Beinamen Agonenses, die ihn stattdessen Agonia nennen. Nach Masurius Sabinus wurden die Liberalia von den Pontifices als Agonium Martiale bezeichnet. Moderne Gelehrte sind geneigt zu denken, dass die gemeinsame Datumsangabe ein Zufall war und dass die beiden Feste nicht miteinander verbunden waren.